# 1914 en Grèce
Chronologie de la Grèce
- 1910
- 1911
- 1912
- 1913
- 1914
- 1915
- 1916
- 1917
- 1918

Cette page concerne les évènements survenus en 1914 en Grèce  :

## Évènements
- juin-juillet : Assemblée de Delvinë ratifiant le protocole de Corfou.
- Fin de la mission militaire française en Grèce pour réorganiser l'armée hellénique (1911-1914).

## Sortie de film
- Golfo

## Création
- Archives générales de l'État (archives nationales de la Grèce).
- Aris Salonique, club omnisports.
- Conservatoire national de Thessalonique
- District régional de Thessalonique
- Grand hôtel Poseidonion (en) à Spetses.
- Musée byzantin et chrétien d'Athènes

## Naissance
- Dimítrios Adámou, personnalité politique.
- Élly Agallídis, physicienne-chimiste.
- Níkos Gátsos, poète et écrivain.
- Sophie de Grèce, princesse de Grèce et de Danemark.
- Mélétios Karabinis, métropolite orthodoxe grec de France.
- Nikólaos Sýllas, athlète (lancer de disque)

## Décès
- Konstantínos Karapános, personnalité politique, archéologue, banquier et découvreur de l'oracle de Dodone en Épire.
- Aristídis Glarákis (el), personnalité politique.
- Geórgios Lampákis (el), archéologue.
- Aléxandros Rómas (el), personnalité politique.
- Panagiótis Synodinós (d) (1836-1914), poète.
- Kalístrat Zográfski (en), religieux.